# Pachliopta schadenbergi
Pachliopta schadenbergi är en fjärilsart som först beskrevs av Semper 1886.  Pachliopta schadenbergi ingår i släktet Pachliopta och familjen riddarfjärilar. Inga underarter finns listade i Catalogue of Life.